# Jacques Georges
Jacques Georges (Saint-Maurice-sur-Moselle, 30 de maig de 1916 - ibid. 25 de febrer de 2004) fou un dirigent futbolístic francès.
Georges va ser president de la Federació Francesa de Futbol entre 1968 i 1972 i el quart president de la UEFA, des de 1983 fins a 1990.
Jacques Georges és llicenciat a HEC Paris.